# Seznam čeških ekonomistov
Seznam čeških ekonomistov.

## B
- Ferdinand Barta
- Rudolf Barta (1868–1952)
- Josef Belsky

## Č
- František Čech

## H
- Mojmír Hampl
- Robert Holman

## J
- Kamil Janáček
- Tomáš Ježek

## K
- Václav Klaus
- Rita Klímová
- Pavel Kysilka

## M
- Petr Mach

## N
- Danuše Nerudová

## P
- Jiří Petrášek
- Svatopluk Potáč

## S
- Joseph Schumpeter
- Tomáš Sedláček 1977-
- Miroslav Singer
- Jan Stráský

## Š
- Ota Šik
- Jan Švejnar

## T
- Vladimír Tomšík
- Josef Tošovský
- Dušan Tříska
- Zdeněk Tůma

## V
- Jaroslav Vaněk (1930-2017)
- František Vlasák

## Z
- Eva Zamrazilová

## Ž
- Železný